# Musée national d'Art moderne de Tokyo
Le musée national d'Art moderne de Tokyo (東京国立近代美術館, Tōkyō kokuritsu kindai bijutsukan, en anglais : The National Museum of Modern Art, Tokyo ou MOMAT) se situe dans l'arrondissement de Chiyoda de la ville. Il a été inauguré en 1952.

## Historique
Le musée a été ouvert en 1952 à Kyobashi dans Chūō-ku, puis a été déplacé à Chiyoda-ku en 1969 dans un nouveau bâtiment conçu par Yoshio Taniguchi, et rénové en 2001.

## Quelques artistes dans les collections
Aimitsu, Josef Albers, Yoshio Aoyama, Karel Appel, Diane Arbus, Jean Arp, Francis Bacon, Robert Bonfils, Arthur Boyd, Daniel Buren, Lawrence Carroll (en), Marc Chagall, Abraham David Christian (en), Imogen Cunningham, Robert Delaunay, Hisao Dōmoto, Eikyu, Max Ernst, Walker Evans, Roland Flexner, Tsugouharu Foujita, Paul Gauguin, Juan Gris, George Grosz, Hergé, Kaii Higashiyama (1908-1999), Shunsō Hishida (1874-1911), Leiko Ikemura, Johannes Itten, Vassily Kandinsky, Ryūsei Kishida, Kitaoka Fumio, Paul Klee, Koizumi Kishio, Willem de Kooning, Yasuo Kuniyoshi, Yayoi Kusama, Fernand Léger, Joan Miró, Aiko Miyawaki, Amedeo Modigliani, László Moholy-Nagy, Henry Moore, Alphonse Mucha, Isamu Noguchi, Taro Okamoto, Georgia O'Keeffe, Pablo Picasso, Norman Rockwell, Georges Rouault, Henri Rousseau, Kurt Schwitters, Alfred Stieglitz, Teruhisa Suzuki, Itoku Tagaya, Kawashima Takeshi,

## Quelques œuvres dans les collections
- Grand Bouquet de fleurs, par Paul Cézanne (vers 1892-1895)
- La Liberté invitant les artistes à prendre part à la 22e exposition des Indépendants, par Henri Rousseau (1905-1906)
- L'Entrepont, par Alfred Stieglitz (1907)
- Torse de femme, par Georges Braque (1911)
- Renée, harmonie verte, par Henri Matisse (1905-1906)
- Autoportrait, par Tsugouharu Foujita (1929)
- Paysage en Provence, par Pierre Bonnard (1932)
- Hollyhock White and Green with Pedernal, par Georgia O'Keeffe (1937)
- Plage à La Garoupe, par Pablo Picasso (1955)
- Four Figures Waiting, par Barbara Hepworth (1968)
- Sphinx-Portrait of Muriel Belcher, par Francis Bacon (1979)

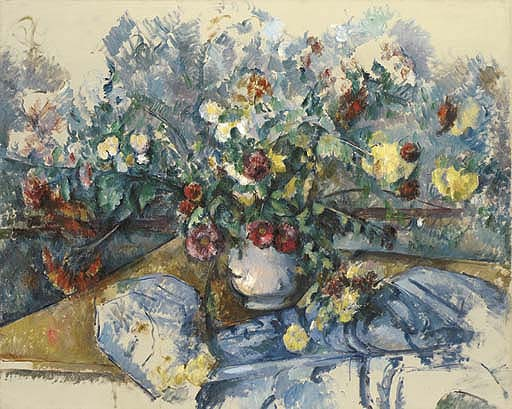
Paul Cézanne, Grand Bouquet de fleurs, vers 1892-1895
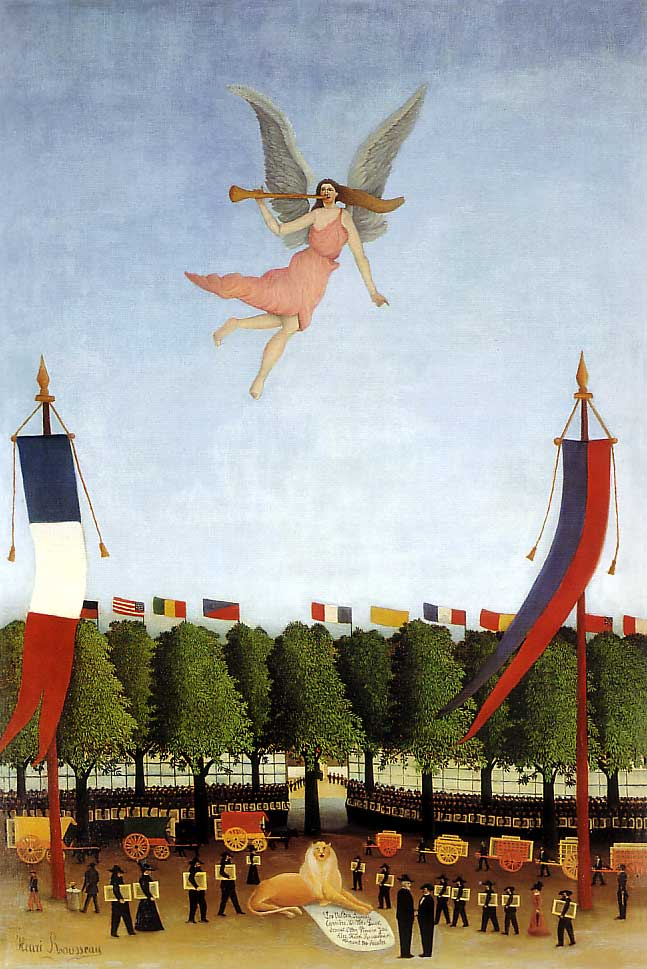
Henri Rousseau, La Liberté invitant les artistes à prendre part à la 22e exposition des Indépendants (1905-1906)